# بيجان كوشكي

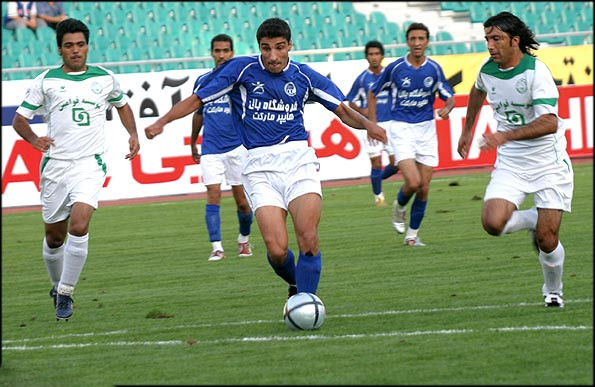
بيجان كوشكي

بيجان كوشكي (24 يونيو 1979 بخرم آباد في إيران - ) هو لاعب كرة قدم إيراني في مركز الدفاع. لعب مع نادي أبو مسلم خراسان ونادي استقلال طهران ونادي باس طهران ونادي مس كرمان.